# مايك رودس (مقاتل)
مايك رودس (بالإنجليزية: Mike Rhodes؛ مواليد 4 ديسمبر 1989) هو مُقاتل فنون قتالية مختلطة أمريكي.

## وصلات خارجية
- مايك رودس (مقاتل) على موقع يو إف سي (الإنجليزية)
- مايك رودس (مقاتل) على موقع بيلاتور (الإنجليزية)
- مايك رودس (مقاتل) على موقع شيردوغ (الإنجليزية)
- مايك رودس (مقاتل) على موقع IMDb (الإنجليزية)
- مايك رودس (مقاتل) على موقع IMDb (الإنجليزية)